# Klaus Grüneklee
Klaus Grüneklee  (* 29. September 1938 in Göttingen) ist ein deutscher Jurist. Grüneklee war von 1993 bis 2002 der juristische Vizepräsident  im Landeskirchenamt Hannover.

## Leben
Klaus Grüneklee studierte Rechts- und Wirtschaftswissenschaften in Göttingen und Münster. Nach der Promotion zum Dr. jur. trat er am 1. Juni 1969 als juristischer Hilfsreferent in das Landeskirchenamt der Evangelisch-lutherischen Landeskirche Hannovers ein.  1977 wurde er Dezernent (Oberlandeskirchenrat) für Finanzen im Landeskirchenamt. Von 1993 bis 2002 war er der juristische Vizepräsident und Leiter der juristischen Abteilung des Landeskirchenamtes Hannover. Er war der rechtskundiger Konventual im Konvent des Klosters Loccum und gehört dem Konvent weiterhin an. Er war Mitglied im Finanzbeirat der Evangelischen Kirche in Deutschland.